# Зрновці (община)
Община Зрновці (мак. Општина Зрновци) — община в Північній Македонії. Адміністративний центр — село Зрновці. Розташована в східній частині Македонії Східний статистично-економічний регіон з населенням 13 941 мешканців, які проживають на площі — 55,82 км².
Община межує з Сербією та з іншими общинами Македонії:
- зі сходу → община Виница;
- з півдня → община Карбинці;
- із заходу → община Чешиново-Облешево;
- з півночі → община Кочани.

Етнічний склад общини:
- македонці — 3247 — 99,5 %
- арумуни — 13 — 0,4 %
- інші групи — 4  — 0,1 %

## Населені пункти
Общині підпорядковані 3 населених пунктів (громад):
- Зрновці
- Видовиште
- Мородвис